# Guzzini Challenger 2003
Il Guzzini Challenger 2003 è stato un torneo di tennis facente parte della categoria ATP Challenger Series nell'ambito dell'ATP Challenger Series 2003. Il torneo si è giocato a Recanati in Italia dal 21 al 27 luglio 2003 su campi in cemento.

## Vincitori

### Singolare
Daniele Bracciali ha battuto in finale  Massimo Dell'Acqua con il punteggio di 7–6(0), 6–3

### Doppio
Manuel Jorquera /  Frank Moser hanno battuto in finale  Rodolphe Cadart /  Dudi Sela con il punteggio di 6–4, 7–5